# Yüksel Sariyar
Yüksel Sariyar (Vienna, 1º agosto 1979) è un allenatore di calcio ed ex calciatore austriaco, di ruolo centrocampista.

## Carriera

### Giocatore

#### Club
Fa il suo debutto professinistico con il Gençlerbirliği, nella massima serie turca 1999-2000. Successivamente gioca per LASK Linz, Kocaelispor, Superfund, Austria Vienna e Wiener Neustadt.
Nel 2010 si trasferisce in Slovacchia, al DAC Dunajská Streda. Si ritira nel 2018.

#### Nazionale
Ha esordito con la nazionale austriaca il 9 febbraio 2005, in occasione della gara amichevole terminata 1-1 contro la Lettonia, segnando anche una rete nell'occasione. 
Con la sua selezione ha disputato in totale 13 gare, quasi tutte amichevoli, e ha segnato una rete.

### Allenatore
Dal 2017 al 2018 allena il FC Blau Weiß Wien

## Statistiche

### Cronologia presenze e reti in nazionale
| Cronologia completa delle presenze e delle reti in nazionale ― Austria | Cronologia completa delle presenze e delle reti in nazionale ― Austria | Cronologia completa delle presenze e delle reti in nazionale ― Austria | Cronologia completa delle presenze e delle reti in nazionale ― Austria | Cronologia completa delle presenze e delle reti in nazionale ― Austria | Cronologia completa delle presenze e delle reti in nazionale ― Austria | Cronologia completa delle presenze e delle reti in nazionale ― Austria | Cronologia completa delle presenze e delle reti in nazionale ― Austria |
| Data                                                                   | Città                                                                  | In casa                                                                | Risultato                                                              | Ospiti                                                                 | Competizione                                                           | Reti                                                                   | Note                                                                   |
| ---------------------------------------------------------------------- | ---------------------------------------------------------------------- | ---------------------------------------------------------------------- | ---------------------------------------------------------------------- | ---------------------------------------------------------------------- | ---------------------------------------------------------------------- | ---------------------------------------------------------------------- | ---------------------------------------------------------------------- |
| 9-2-2005                                                               | Limassol                                                               | Austria                                                                | 1 – 1 (3 – 5 dtr)                                                      | Lettonia                                                               | Torneo internazionale di Cipro 2005                                    | 1                                                                      | Ammonizione                                                            |
| 8-10-2005                                                              | Manchester                                                             | Inghilterra                                                            | 1 – 0                                                                  | Austria                                                                | Qual. Mondiali 2006                                                    | -                                                                      | 46’                                                                    |
| 1-3-2006                                                               | Vienna                                                                 | Austria                                                                | 0 – 2                                                                  | Canada                                                                 | Amichevole                                                             | -                                                                      | 85’                                                                    |
| 15-11-2006                                                             | Vienna                                                                 | Austria                                                                | 4 – 1                                                                  | Trinidad e Tobago                                                      | Amichevole                                                             | -                                                                      | 59’                                                                    |
| 7-2-2007                                                               | Ta' Qali                                                               | Malta                                                                  | 1 – 1                                                                  | Austria                                                                | Amichevole                                                             | -                                                                      | 77’                                                                    |
| 24-3-2007                                                              | Graz                                                                   | Austria                                                                | 1 – 1                                                                  | Ghana                                                                  | Amichevole                                                             | -                                                                      | 75’                                                                    |
| 28-3-2007                                                              | Saint-Denis                                                            | Francia                                                                | 1 – 0                                                                  | Austria                                                                | Amichevole                                                             | -                                                                      | 90’                                                                    |
| 30-5-2007                                                              | Vienna                                                                 | Austria                                                                | 0 – 1                                                                  | Scozia                                                                 | Amichevole                                                             | -                                                                      | 74’                                                                    |
| 2-6-2007                                                               | Vienna                                                                 | Austria                                                                | 0 – 0                                                                  | Paraguay                                                               | Amichevole                                                             | -                                                                      | 46’                                                                    |
| 13-10-2007                                                             | Zurigo                                                                 | Svizzera                                                               | 3 – 1                                                                  | Austria                                                                | Amichevole                                                             | -                                                                      |                                                                        |
| 17-10-2007                                                             | Innsbruck                                                              | Austria                                                                | 3 – 2                                                                  | Costa d'Avorio                                                         | Amichevole                                                             | -                                                                      | Ammonizione                                                            |
| 16-11-2007                                                             | Vienna                                                                 | Austria                                                                | 0 – 1                                                                  | Inghilterra                                                            | Amichevole                                                             | -                                                                      | 65’                                                                    |
| 21-11-2007                                                             | Vienna                                                                 | Austria                                                                | 0 – 0                                                                  | Tunisia                                                                | Amichevole                                                             | -                                                                      | 73’                                                                    |
| Totale                                                                 |                                                                        | Presenze                                                               | 13                                                                     |                                                                        | Reti                                                                   | 1                                                                      |                                                                        |